# SATA

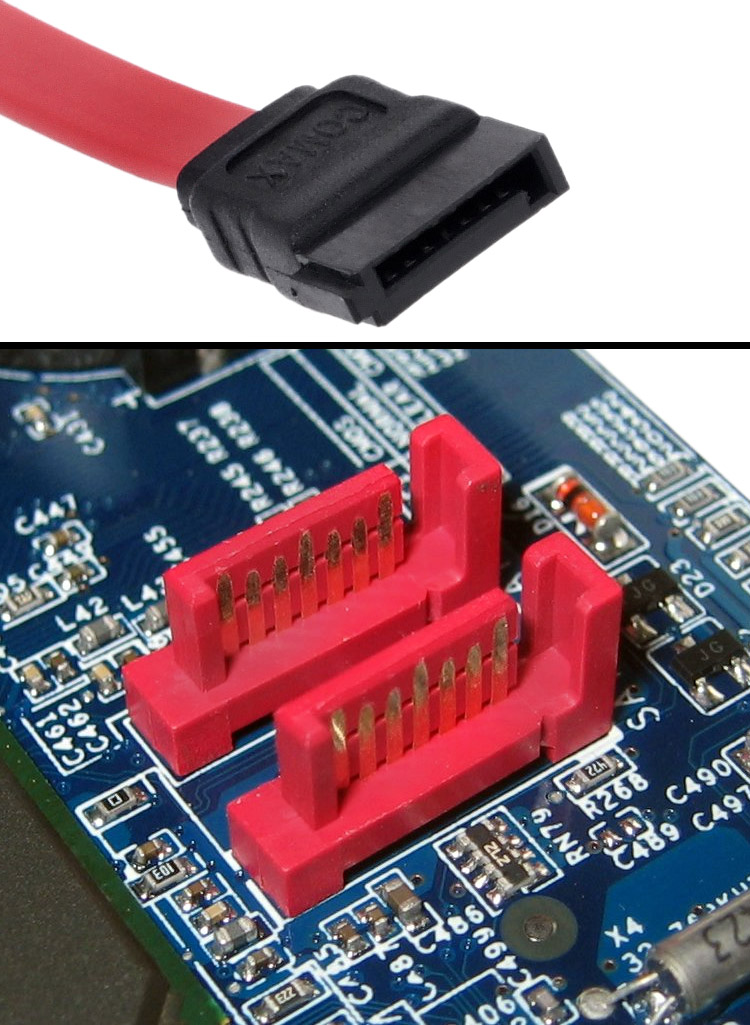
Коннектор SATA и разъёмы на материнской плате

SATA (англ. Serial ATA) — последовательный интерфейс обмена данными с накопителями информации. SATA является развитием параллельного интерфейса ATA (IDE), который после появления SATA был переименован в PATA (Parallel ATA). Первые материнские платы и жёсткие диски с поддержкой этого стандарта были выпущены во второй половине 2002 года.

## Описание
SATA использует 7-контактный разъём вместо 40-контактного разъёма у PATA. SATA-кабель имеет меньшую площадь, за счёт чего уменьшается сопротивление воздуху, обдувающему комплектующие компьютера, упрощается разводка проводов внутри системного блока.
SATA-кабель за счёт своей формы более устойчив к многократному подключению. Питающий шнур SATA также разработан с учётом многократных подключений. Разъём питания SATA подаёт 3 напряжения питания: +12 В, +5 В и +3,3 В; однако современные устройства могут работать без напряжения +3,3 В, что даёт возможность использовать пассивный переходник со стандартного разъёма питания IDE на SATA. Ряд SATA-устройств поставляется с двумя разъёмами питания: SATA и Molex.
Стандарт SATA отказался от традиционного для PATA подключения по два устройства на шлейф; каждому устройству полагается отдельный кабель, что снимает проблему невозможности одновременной работы устройств, находящихся на одном кабеле (и возникавших отсюда задержек), уменьшает возможные проблемы при сборке (проблема конфликта Slave/Master устройств для SATA отсутствует), устраняет возможность ошибок при использовании нетерминированных PATA-шлейфов.
В отличие от PATA, стандарт SATA предусматривает горячее подключение устройства (используемого операционной системой) (начиная с SATA Revision 1.0)

## Разъёмы SATA
SATA-устройства используют два разъёма: 7-контактный (подключение шины данных) и 15-контактный (подключение питания). Стандарт SATA предусматривает возможность использовать вместо 15-контактного разъёма питания стандартный 4-контактный разъём Molex (при этом, использование одновременно обоих типов разъёмов питания может привести к повреждению устройства).
Интерфейс SATA имеет два канала передачи данных, от контроллера к устройству и от устройства к контроллеру. Для передачи сигнала используется технология LVDS, провода каждой пары являются экранированными витыми парами.
Существует также совмещенный разъём SATA, применяемый в серверах, мобильных и портативных устройствах для тонких накопителей.
Состоит совмещенный разъём из 7-контактного разъёма для подключения шины данных и 6-контактного разъёма для подключения питания устройства. Для подключения к данным устройствам в серверах может применяться специальный переходник.
| Контакт #                                       | Назначение           |
| ----------------------------------------------- | -------------------- |
| 1                                               | GND                  |
| 2                                               | A+ (Передача данных) |
| 3                                               | A− (Передача данных) |
| 4                                               | GND                  |
| 5                                               | B− (Прием данных)    |
| 6                                               | B+ (Прием данных)    |
| 7                                               | GND                  |
| —                                               | Замок                |
| A 7-pin Serial ATA data cable.                  |                      |
| 7-контактный кабель передачи данных Serial ATA. |                      |

| Контакт #                                | Контакт # | Порядок подключения | Назначение                                   |
| ---------------------------------------- | --------- | ------------------- | -------------------------------------------- |
| —                                        | —         | —                   | Замок                                        |
|                                          | 1         | 3                   | +3,3 В                                       |
| 2                                        | 3         |                     | +3,3 В                                       |
| 3                                        | 2         |                     | +3,3 В                                       |
|                                          | 4         | 1                   | GND                                          |
| 5                                        | 2         |                     | GND                                          |
| 6                                        | 2         |                     | GND                                          |
|                                          | 7         | 2                   | +5 В                                         |
| 8                                        | 3         |                     | +5 В                                         |
| 9                                        | 3         |                     | +5 В                                         |
|                                          | 10        | 2                   | GND                                          |
|                                          | 11        | 3                   | Activity indication and/or staggered spin-up |
|                                          | 12        | 1                   | GND                                          |
|                                          | 13        | 2                   | +12 В                                        |
| 14                                       | 3         |                     | +12 В                                        |
| 15                                       | 3         |                     | +12 В                                        |
| A 15-pin Serial ATA power connector.     |           |                     |                                              |
| 15-контактный кабель питания Serial ATA. |           |                     |                                              |

#### Slimline SATA
| Контакт # | Контакт # | Порядок подключения | Назначение             |
| --------- | --------- | ------------------- | ---------------------- |
| —         | —         | —                   | Выравнивающая выемка   |
|           | 1         | 3                   | Присутствие устройства |
|           | 2         | 2                   | +5 В                   |
|           | 3         | 2                   | +5 В                   |
|           | 4         | 2                   | Диагностический вывод  |
|           | 5         | 1                   | Земля                  |
|           | 6         | 1                   | Земля                  |

Начиная с ревизии SATA 2.6 был определён плоский (slimline) коннектор, предназначенный для малогабаритных устройств — оптических приводов для ноутбуков. Контакт #1 slimline указывает на присутствие устройства, что позволяет выполнять горячую замену устройства. Slimline signal коннектор идентичен стандартной версии. Slimline power connector имеет уменьшенную ширину и уменьшенный шаг контактов в нём, поэтому коннекторы питания SATA и slimline SATA полностью не совместимы между собой. Контакты slimline power connector питания обеспечивают только +5 В, не предоставляя +12 В и +3.3 В.
Существуют дешевые адаптеры для преобразования между стандартами SATA и slimline SATA, разновидности Mobile Rack.

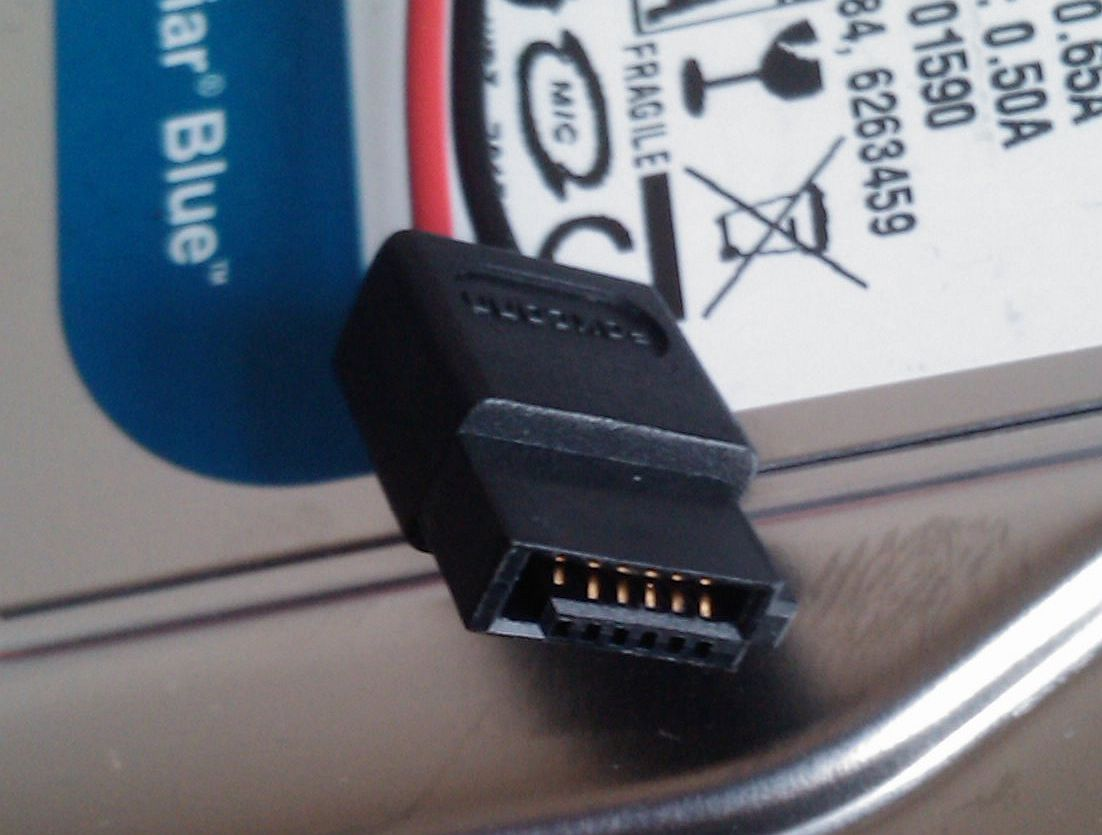
6-контактный разъём питания slimline SATA
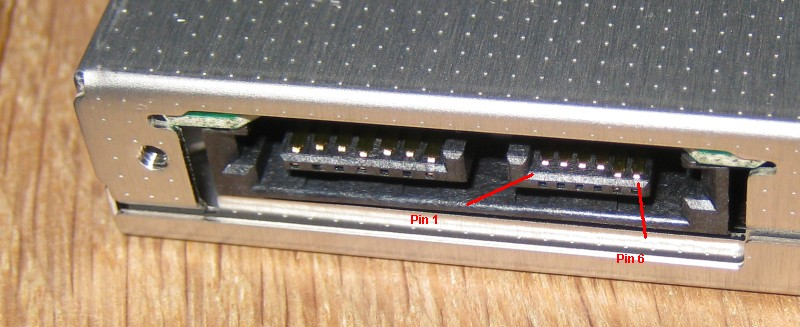
Оборотная сторона основанного на SATA slimline оптического дисковода

## SATA Revision 1.0 (до 1,5 Гбит/с)
Спецификация SATA Revision 1.0 была представлена 7 января 2003 года. Первоначально стандарт SATA предусматривал работу шины на частоте 1,5 ГГц, обеспечивающей пропускную способность приблизительно в 1,2 Гбит/с (150 Мбайт/с) (20%-я потеря производительности объясняется использованием системы кодирования 8b/10b, при которой на каждые 8 бит полезной информации приходится 2 служебных бита). Пропускная способность SATA/150 незначительно выше пропускной способности шины Ultra ATA (UDMA/133). Главным преимуществом SATA перед PATA является использование последовательной шины вместо параллельной. Несмотря на то, что последовательный способ обмена принципиально медленнее параллельного, в данном случае это компенсируется возможностью работы на более высоких частотах за счёт отсутствия необходимости синхронизации каналов и большей помехоустойчивостью кабеля. Это достигается применением принципиально иного способа передачи данных (см. LVDS).

## SATA Revision 2.0 (до 3 Гбит/с)
Спецификация SATA Revision 2.0 (SATA II или SATA 2.0, SATA/300) работает на частоте 3 ГГц, обеспечивает пропускную способность до 3 Гбит/с брутто (300 Мбайт/с нетто для данных с учётом 8b/10b кодирования). Впервые был реализован в контроллере чипсета nForce 4 фирмы «NVIDIA». Теоретически устройства SATA/150 и SATA/300 должны быть совместимы (как контроллер SATA/300 с устройством SATA/150, так и контроллер SATA/150 с устройством SATA/300) за счёт поддержки согласования скоростей (в меньшую сторону), однако для некоторых устройств и контроллеров требуется ручное выставление режима работы (например, на жёстких дисках фирмы Seagate, поддерживающих SATA/300, для принудительного включения режима SATA/150 предусмотрен специальный джампер).

### SATA revision 2.5
Выпущенный в августе 2005 года, SATA revision 2.5 объединил спецификацию к одному документу.

### SATA revision 2.6
Выпущенный в феврале 2007 года, SATA revision 2.6 включает описание Slimline connector, компактного разъёма для применения в портативных устройствах.

## SATA Revision 3.0 (до 6 Гбит/с)

Официальный логотип SATA rev. 3.0

Спецификация SATA Revision 3.0 (SATA III или SATA 3.0) представлена в июле 2008 и предусматривает пропускную способность до 6 Гбит/с брутто (600 Мбайт/с нетто для данных с учётом 8b/10b кодирования). В числе улучшений SATA Revision 3.0, по сравнению с предыдущей версией спецификации, помимо более высокой скорости, можно отметить улучшенное управление питанием. Также сохранена совместимость, как на уровне разъёмов и кабелей SATA, так и на уровне протоколов обмена.

### SATA Revision 3.1
Новшества:
- mSATA (SATA для SSD-накопителей в мобильных устройствах), PCI Express Mini Card-подобный разъём, который электрически несовместим[5].
- Zero-power оптического привода: в режиме ожидания оптический привод SATA не потребляет энергию
- Queued TRIM Command улучшает производительность SSD-накопителей.
- Required Link Power Management снижает общее энергопотребление системы из нескольких устройств SATA.
- Hardware Control Features позволяет хост-идентификацию возможностей устройства.

### SATA Revision 3.2
- SATA Express программно совместим с SATA, но в качестве несущего интерфейса используется PCI Express. Конструктивно представляет собой два рядом расположенных в длину SATA-порта, что позволяет использовать как накопители с интерфейсом SATA, так и непосредственно накопители, изначально поддерживающие SATA Express. Скорость передачи данных при этом достигает 8 Гбит/с в случае использования одного разъёма и 16 Гбит/с, в случае если задействованы оба разъёма SATA Express.
- Предполагается, что на замену SATA Express придет разъём U.2 (SFF-8639), в котором предоставляется 4 линии PCI Express 3.0[6].
- µSSD (micro SSD) — представляет собой BGA-интерфейс для подключения миниатюрных встроенных накопителей.

### SATA Revision 3.3
SATA revision 3.3 вышла в феврале 2016.

### SATA Revision 3.4
SATA revision 3.4 вышла в июне 2018.

### SATA Revision 3.5
SATA revision 3.5 вышла в июле 2020.

## SATA 4.0
Организация SATA-IO не имеет планов на выпуск интерфейса с пропускной способностью более 6 Гбит/с (так же именуемого как SATA 4.0), так как это нарушит обратную совместимость.
Когда появится SATA 4.0 на скорости 12 Гбит/с?

Планов по расширению пропускной способности SATA сверх текущей скорости передачи данных 6 Гбит/с нет, поскольку изменение требует существенных изменений в разделе PHY спецификации, что повлияет на тестирование соответствия и совместимость. SATA-IO продолжит поддерживать и улучшать спецификацию, чтобы гарантировать стабильность, совместимость и надежность, которые SATA имеет и будет продолжать предоставлять в будущем.

## eSATA

Официальный логотип eSATA

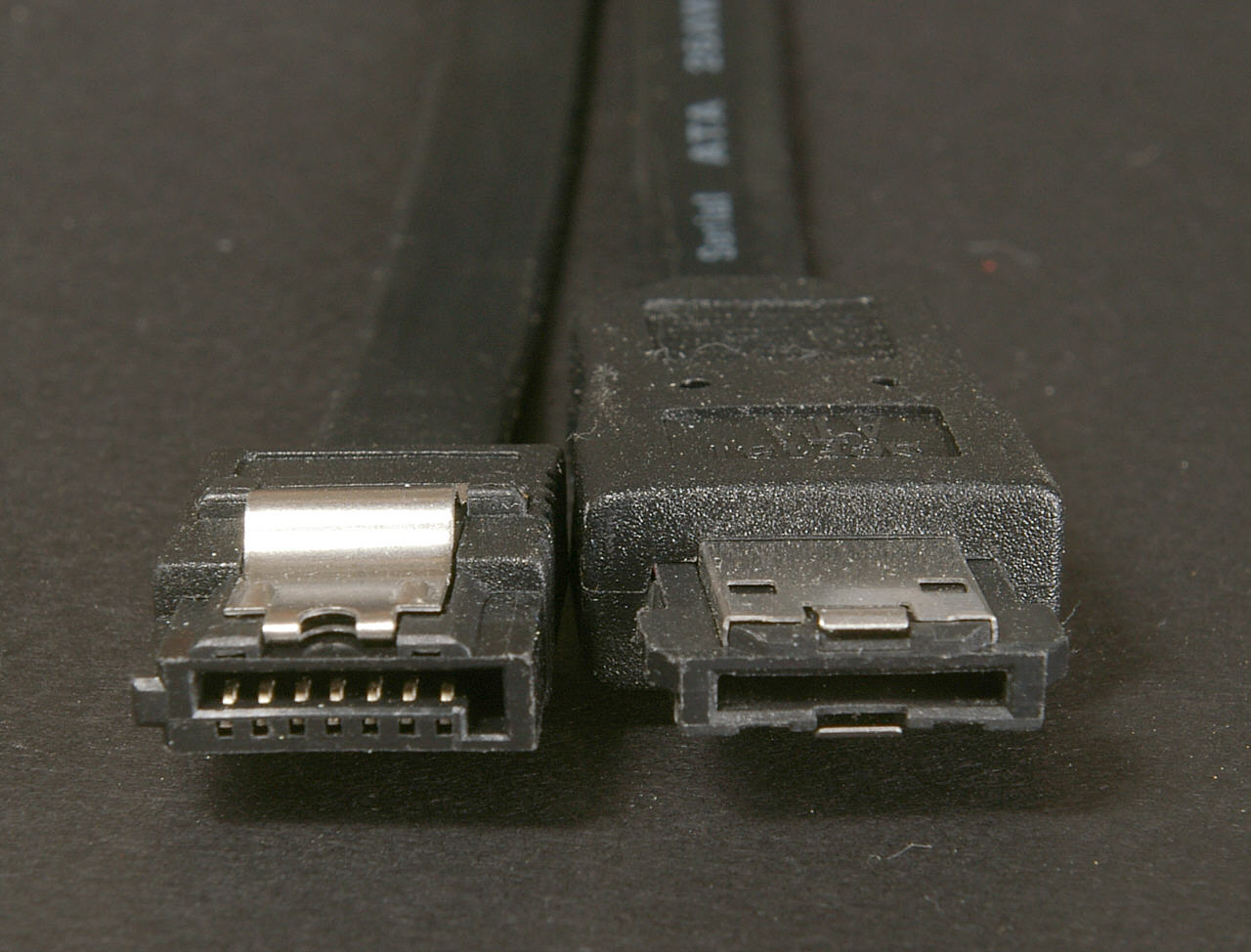
Разъёмы SATA (слева) и eSATA (справа)

eSATA (External SATA) — интерфейс подключения внешних устройств, поддерживающий режим «горячей замены». Был создан несколько позже SATA (в середине 2004).

### Основные особенности
- Разъёмы — менее хрупкие, и конструктивно рассчитаны на большее число подключений, чем SATA, но физически несовместимы с обычными SATA, добавлено экранирование разъёма.
- Требует для подключения два провода: шину данных и кабель питания (в комбинированных USB/eSATA портах, eSATAp[англ.], отдельный кабель питания для выносных eSATA-устройств был упразднён).
- Длина кабеля увеличена до 2 м (по сравнению с 1-метровым у SATA), для компенсации потерь изменены уровни сигналов (повышен уровень передачи и уменьшен уровень порога приемника).
- Средняя практическая скорость передачи данных выше, чем у USB 2.0 или IEEE 1394.
- Сигнально SATA и eSATA совместимы, но используют разные уровни сигнала.

### Поддержка
Windows
Для поддержки режима горячей замены нужно включить в BIOS режим AHCI. В случае, если загрузочный диск Windows XP подключен к контроллеру, которому переключают режим с IDE на AHCI, Windows перестанет загружаться — активировать этот режим в BIOS возможно только до установки Windows. После включения режима в BIOS необходимо в начале установки Windows XP установить драйвер контроллера AHCI с дискеты «по методу F6».
Можно на установленную Windows XP без AHCI поставить AHCI-драйвер вручную (выбором inf-файла), после этого перезагрузиться в BIOS и выставить SATA mode режим во вкл. («ON»).
В Windows 7 и выше режим AHCI выбирается с помощью параметра реестра. Чтобы включить его, нужно в значении параметра «start» по адресу HKEY_LOCAL_MACHINE\SYSTEM\CurrentControlSet\services\msahci выставить значение 0 вместо 3 или 4. Затем перезагрузиться в BIOS и включить AHCI там.
Linux
Практически все дистрибутивы поддерживают eSATA без каких-либо настроек. Для поддержки ядро должно быть сконфигурировано с поддержкой AHCI.

### Power Over eSATA (eSATAp)

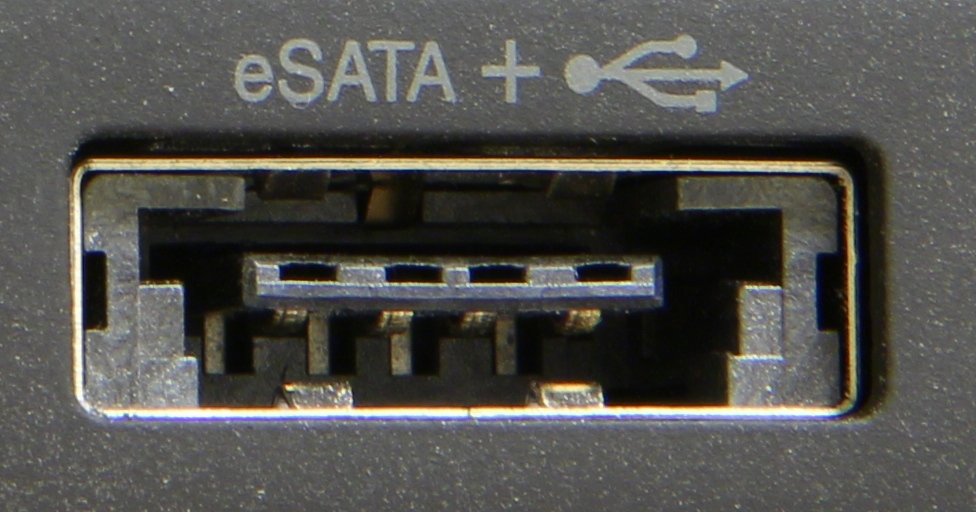
Розетка eSATAp

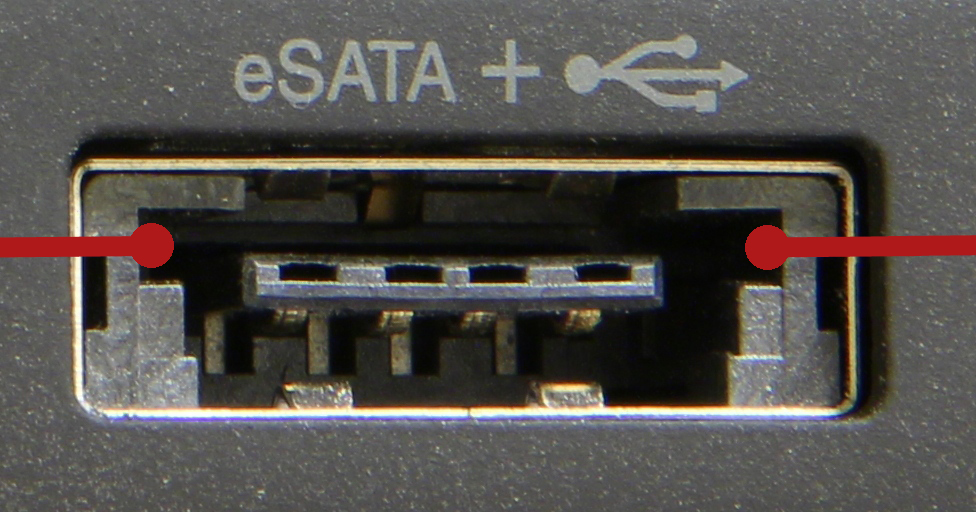
Розетка eSATApd. Красные точки показывают расположение контактов 12В

Изначально eSATA передаёт только данные. Для питания должен использоваться отдельный кабель. В 2008 году Serial ATA International Organization заявила разработку нового вида eSATA гнезда, совмещающего гнездо eSATA с гнездом USB 2.0 Type A. Новый вид разъёма получил название Power Over eSATA (eSATAp). В 2009 году появилась первая продукция с использованием нового разъема. Данный разъём позволял при использовании кабеля Power Over eSATA подключать SATA накопители без каких-либо дополнительных переходников для питания накопителя.
Конструктивно разъем выполнен как комбинация гнезд USB 2.0 Type A и eSATA. Питание 5В подавалось с контактов разъема USB. Некоторым жёстким дискам требуется не только питание +5В, но и +12В. Потому позже разъему добавили дополнительные контакты с питанием 12В. Некоторые производители называют его eSATApd (то есть dual power).
Однако конструктив разъема так и остался никем не стандартизированным. И USB IF и Serial ATA International Organization не выпустили никаких нормативных документов, касающихся этого варианта разъема. Потому, несмотря на техническую совместимость гнезда eSATAp с ответными штекерами USB и eSATA формально он не является стандартным.

## mSATA

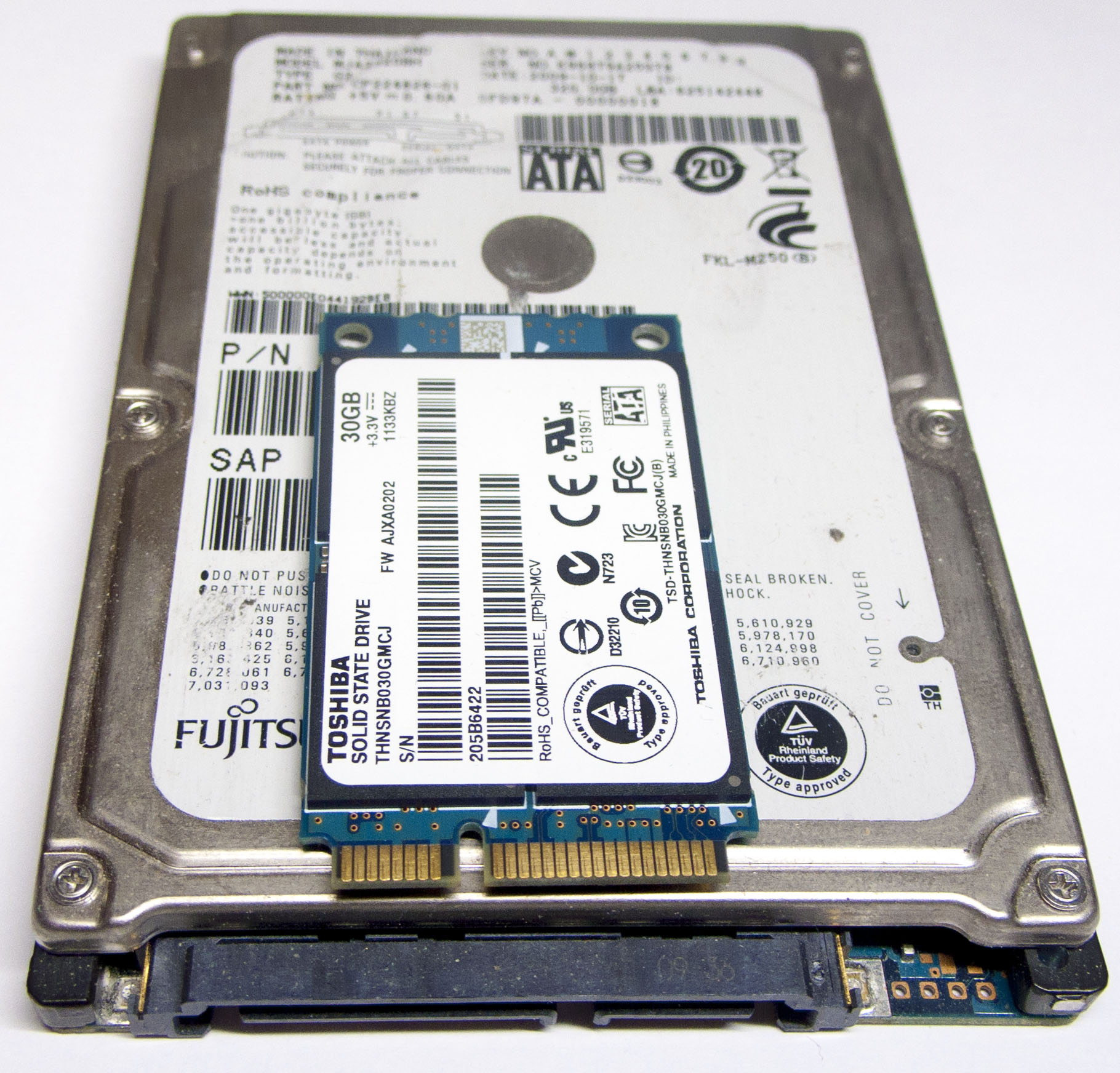
Сравнение разъёмов SSD mSATA (сверху) и HDD SATA (снизу)

Mini-SATA — это форм-фактор твердотельных накопителей, имеющий размер 50,95 х 30×3 мм, был объявлен Serial ATA International Organization 21 сентября 2009 года. Поддерживает нетбуки и другие устройства, которые требуют небольших SSD-дисков. Разъём mSATA похож на интерфейс PCI Express Mini Card, они электрически совместимы, но требуют переключения некоторых сигналов на соответствующий контроллер.

## SAS
Интерфейс SAS (англ. Serial Attached SCSI) обеспечивает подключение по физическому интерфейсу, аналогичному SATA, устройств, управляемых набором команд SCSI. Обладая обратной совместимостью с SATA, он даёт возможность подключать по этому интерфейсу любые устройства, управляемые набором команд SCSI — не только НЖМД, но и сканеры, принтеры и др.
По сравнению с SATA, SAS обеспечивает более развитую топологию, позволяя осуществлять параллельное подключение одного устройства по двум или более каналам. Также поддерживаются расширители шины, позволяющие подключить несколько SAS-устройств к одному порту.
SAS и SATA2 в первых редакциях были синонимами. Но позже производители посчитали, что реализовывать SCSI полностью в настольных компьютерах нецелесообразно, поэтому мы сейчас наблюдаем такое разделение.
К слову, такие высокие скорости, заложенные в стандарте SATA, на первый взгляд могут показаться излишними — обычный SATA HDD использует, в лучшем случае, 40-45 % пропускной способности шины. Однако работа с буфером винчестера происходит на полной скорости интерфейса.

## Цветовое обозначение разъёмов SATA
Производители материнских плат используют цветовое обозначение разъёмов SATA, которое не стандартизировано и используется ими произвольно для облегчения подключения дисковых накопителей пользователем. В частности, отдельным цветом может выделяться разъём SATA0, используемый преимущественно для загрузки ОС. Цветами разъёма могут отличаться порты SATA, работающие от встроенного в чипсет контроллера от тех, которые используют отдельный контроллер SATA. На платах с поддержкой SATA разных поколений цвета разъёмов используются для обозначения портов с разной пропускной способностью. Также отдельным цветом может обозначаться порт, предназначенный для работы в режиме eSATA. Как правило, для портов SATA на материнских платах используется тёмно-синий, голубой, серо-белый, красный, оранжевый и чёрный цвета, значение которых следует смотреть в руководстве по эксплуатации материнской платы или персонального компьютера. Аналогичное цветовое кодирование ранее использовалось и для разъёмов IDE в конце жизненного цикла этого стандарта, где голубой цвет разъёма обычно обозначал первичный канал IDE, чёрный — вторичный.

## «Переходники» с SATA на IDE и c IDE на SATA

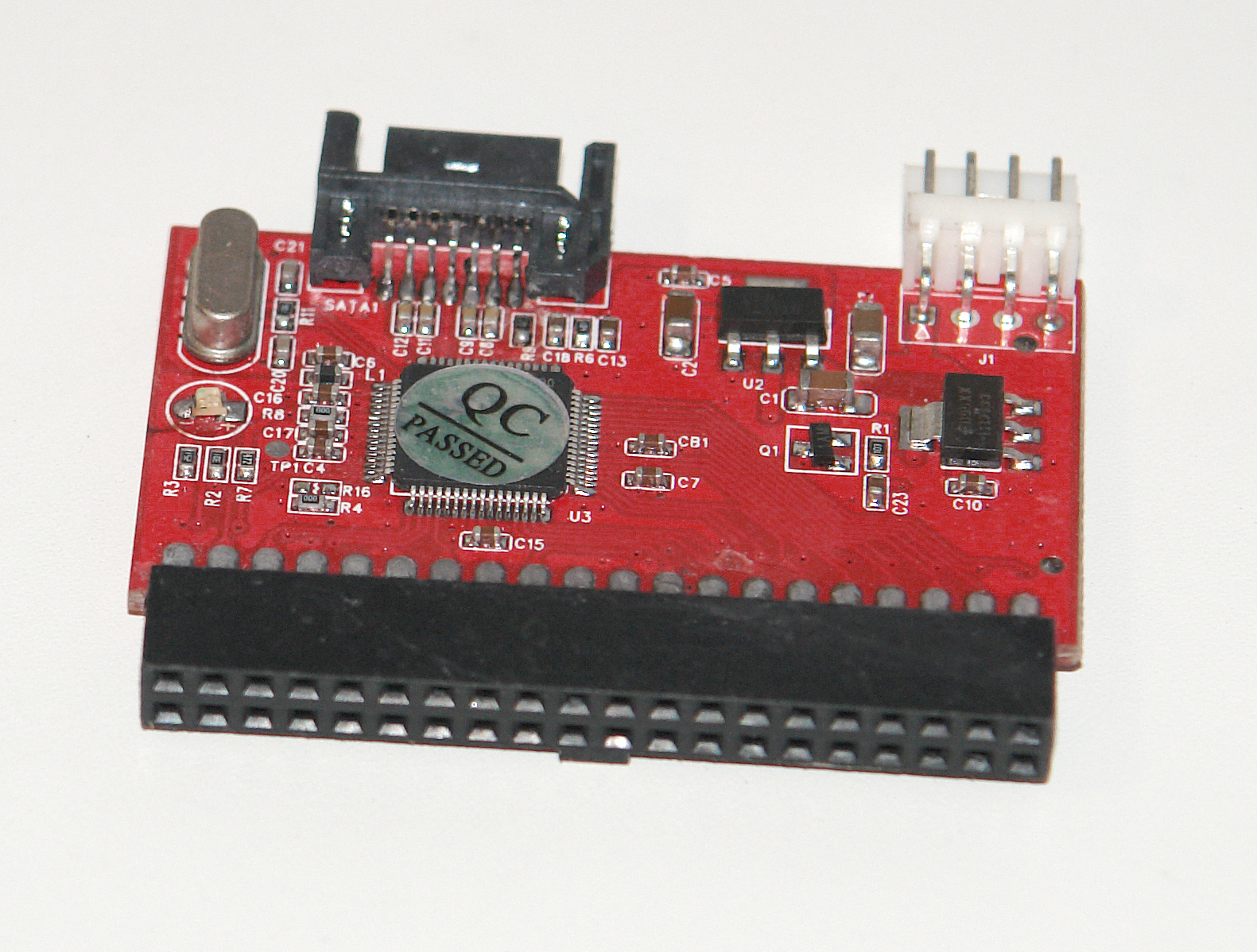
Пример контроллера SATA -> IDE

Существуют платы, позволяющие подключать устройства SATA к разъёмам IDE и наоборот. Это — активные устройства (которые, по сути, имитируют устройство и контроллер в одной микросхеме). Такие устройства требуют питания (обычно 5 или 12 вольт), и подключаются к разъёмам Molex серии 8981.

## Сравнение с другими шинами
| Название                     | Пропускная способность шины (Mbit/s) | Скорость передачи (MB/s) | Макс. длина кабеля (m)                  | Передаёт энергию        | Устройств на канал                                                |
| ---------------------------- | ------------------------------------ | ------------------------ | --------------------------------------- | ----------------------- | ----------------------------------------------------------------- |
| eSATA                        | 3 000                                | 300                      | 2 с eSATA HBA (1 с пассивным адаптером) | Нет                     | 1 (15 с мультипликатором портов)                                  |
| eSATAp                       | 3 000                                | 300                      | 2 с eSATA HBA (1 с пассивным адаптером) | 2,5 Вт, 5 В ?? Вт, 12 В | 1 (15 с мультипликатором портов)                                  |
| SATA revision 3.0            | 6000                                 | 600                      | 1                                       | Нет                     | 1 (15 с мультипликатором портов)                                  |
| SATA revision 2.0            | 3000                                 | 300                      | 1                                       | Нет                     | 1 (15 с мультипликатором портов)                                  |
| SATA revision 1.0            | 1500                                 | 150                      | 1                                       | Нет                     | 1 на канал                                                        |
| PATA 133                     | 1064                                 | 133,5                    | 0,46 (18 дюймов)                        | Нет                     | 2                                                                 |
| SAS 600                      | 6000                                 | 600                      | 10                                      | Нет                     | 1 (> 65 тыс. с применением расширителей)                          |
| SAS 300                      | 3000                                 | 300                      | 10                                      | Нет                     | 1 (> 65 тыс. с применением расширителей)                          |
| SAS 150                      | 1500                                 | 150                      | 10                                      | Нет                     | 1 (> 65 тыс. с применением расширителей)                          |
| IEEE 1394 3200               | 3144                                 | 393                      | 100 (или более со специальным кабелем)  | 15 Вт, 12–25 В          | 63 (с концентратором)                                             |
| IEEE 1394 800                | 786                                  | 98,25                    | 100                                     | 15 Вт, 12–25 В          | 63 (с концентратором)                                             |
| IEEE 1394 400                | 393                                  | 49,13                    | 4,5                                     | 15 Вт, 12–25 В          | 63 (с концентратором)                                             |
| USB 3.1                      | 10 000                               | 1200                     | 1 до 10 Gbit/s 2 до 5 Gbit/s            | 4.5 Вт, 5 В             | 127 (с концентратором)                                            |
| USB 3.0                      | 5000                                 | 400                      | 3                                       | 4.5 Вт, 5 В             | 127 (с концентратором)                                            |
| USB 2.0                      | 480                                  | около 40                 | 5                                       | 2.5 Вт, 5 В             | 127 (с концентратором)                                            |
| USB 1.0                      | 12                                   | около 1                  | 3                                       | ?? Вт, 5 В              | 127 (с концентратором)                                            |
| SCSI Ultra-640               | 5120                                 | 640                      | 12                                      | Нет                     | 15 (плюс HBA)                                                     |
| SCSI Ultra-320               | 2560                                 | 320                      | 12                                      | Нет                     | 15 (плюс HBA)                                                     |
| Fibre Channel по оптоволокну | 21 040                               | 3200                     | 2-50 000                                | Нет                     | 126 (FC-AL) (16.777.216 при использовании коммутаторов)           |
| Fibre Channel по меди        | 4000                                 | 400                      | 12                                      | Нет                     | 126 (FC-AL) (16.777.216 при использовании коммутаторов)           |
| InfiniBand Quad Rate         | 10 000                               | 1000                     | 5 (по меди) <10,000 (по оптоволокну)    | Нет                     | 1 при соединении точка-точка Много при применении switched fabric |
| Thunderbolt                  | 10 000                               | 1250                     | 3 (по меди)                             | 10 Вт, 18 В             | 7                                                                 |
| Thunderbolt 2                | 20 000                               | 2500                     | 3 (по меди)                             | 10 Вт, 18 В             | 7                                                                 |